# Ángel Uribe
Angel Uribe Sánchez (Distretto di Ancón, 29 settembre 1943 – Lima, 17 ottobre 2008) è stato un calciatore peruviano di ruolo attaccante negli anni sessanta.

## Carriera

### Club
A livello di club militò unicamente nell'Universitario de Deportes.
Esordì nel calcio professionistico nel 1959 con la maglia dell'Universitario de Deportes in massima serie.

### Nazionale
Venne convocato nella Nazionale olimpica di calcio del Perù, per disputare le XVII Olimpiadi. Con gli andini ottenne il terzo posto del girone D della fase a gruppi, venendo eliminato dalla competizione.

## Statistiche

### Cronologia presenze e reti nella nazionale Olimpica
| Cronologia completa delle presenze e delle reti in nazionale ― Perù olimpica | Cronologia completa delle presenze e delle reti in nazionale ― Perù olimpica | Cronologia completa delle presenze e delle reti in nazionale ― Perù olimpica | Cronologia completa delle presenze e delle reti in nazionale ― Perù olimpica | Cronologia completa delle presenze e delle reti in nazionale ― Perù olimpica | Cronologia completa delle presenze e delle reti in nazionale ― Perù olimpica | Cronologia completa delle presenze e delle reti in nazionale ― Perù olimpica | Cronologia completa delle presenze e delle reti in nazionale ― Perù olimpica |
| Data                                                                         | Città                                                                        | In casa                                                                      | Risultato                                                                    | Ospiti                                                                       | Competizione                                                                 | Reti                                                                         | Note                                                                         |
| ---------------------------------------------------------------------------- | ---------------------------------------------------------------------------- | ---------------------------------------------------------------------------- | ---------------------------------------------------------------------------- | ---------------------------------------------------------------------------- | ---------------------------------------------------------------------------- | ---------------------------------------------------------------------------- | ---------------------------------------------------------------------------- |
| 26/08/1960                                                                   | Firenze                                                                      | Francia olimpica                                                             | 2 – 1                                                                        | Perù olimpica                                                                | Olimpiadi 1960                                                               | 1                                                                            |                                                                              |
| 29/08/1960                                                                   | Napoli                                                                       | Ungheria olimpica                                                            | 6 – 2                                                                        | Perù olimpica                                                                | Olimpiadi 1960                                                               | -                                                                            |                                                                              |
| 01/09/1960                                                                   | Pescara                                                                      | Perù olimpica                                                                | 3 – 1                                                                        | India olimpica                                                               | Olimpiadi 1960                                                               | 1                                                                            |                                                                              |
| Totale                                                                       |                                                                              | Presenze                                                                     | 3                                                                            |                                                                              | Reti                                                                         | 2                                                                            |                                                                              |

## Palmarès

### Club

#### Competizioni nazionali
- Campionato peruviano: 7

Universitario: 1959, 1960, 1964, 1966, 1967, 1969, 1971